# 戴弗農鎮區 (伊利諾伊州桑加蒙縣)
戴弗農鎮區（英語：Divernon Township）是位於美國伊利諾伊州桑加蒙縣的一個行政鎮區。

## 地方資料
根據2010年美國人口普查的數據，戴弗農鎮區的面積為70.70平方千米，當中陸地面積為70.60平方千米，而水域面積為0.10平方千米。當地共有人口1478人，而人口密度為每平方千米20.91人。